# Кобуси (Мазовецьке воєводство)
Кобуси (пол. Kobusy) — село в Польщі, у гміні Соболев Ґарволінського повіту Мазовецького воєводства.
Населення — 167 осіб (2011).
У 1975-1998 роках село належало до Седлецького воєводства.

## Демографія
Демографічна структура станом на 31 березня 2011 року:
|          | Загалом | Допрацездатний вік | Працездатний вік | Постпрацездатний вік |
| -------- | ------- | ------------------ | ---------------- | -------------------- |
| Чоловіки | 77      | 22                 | 46               | 9                    |
| Жінки    | 90      | 22                 | 51               | 17                   |
| Разом    | 167     | 44                 | 97               | 26                   |